# خاوی روس
خاوی روس (انگلیسی: Javi Ros؛ زادهٔ ۱۶ فوریهٔ ۱۹۹۰) بازیکن فوتبال اهل اسپانیا است.
از باشگاه‌هایی که در آن بازی کرده‌است می‌توان به باشگاه فوتبال ایبار، باشگاه فوتبال رئال سوسیداد، باشگاه ورزشی رئال مایورکا، و باشگاه فوتبال رئال ساراگوسا اشاره کرد.